# Malo Gradišće
Malo Gradišće is een plaats in de gemeente Cestica in de Kroatische provincie Varaždin. De plaats telt 105 inwoners (2001).